# 차선 유지 보조 시스템

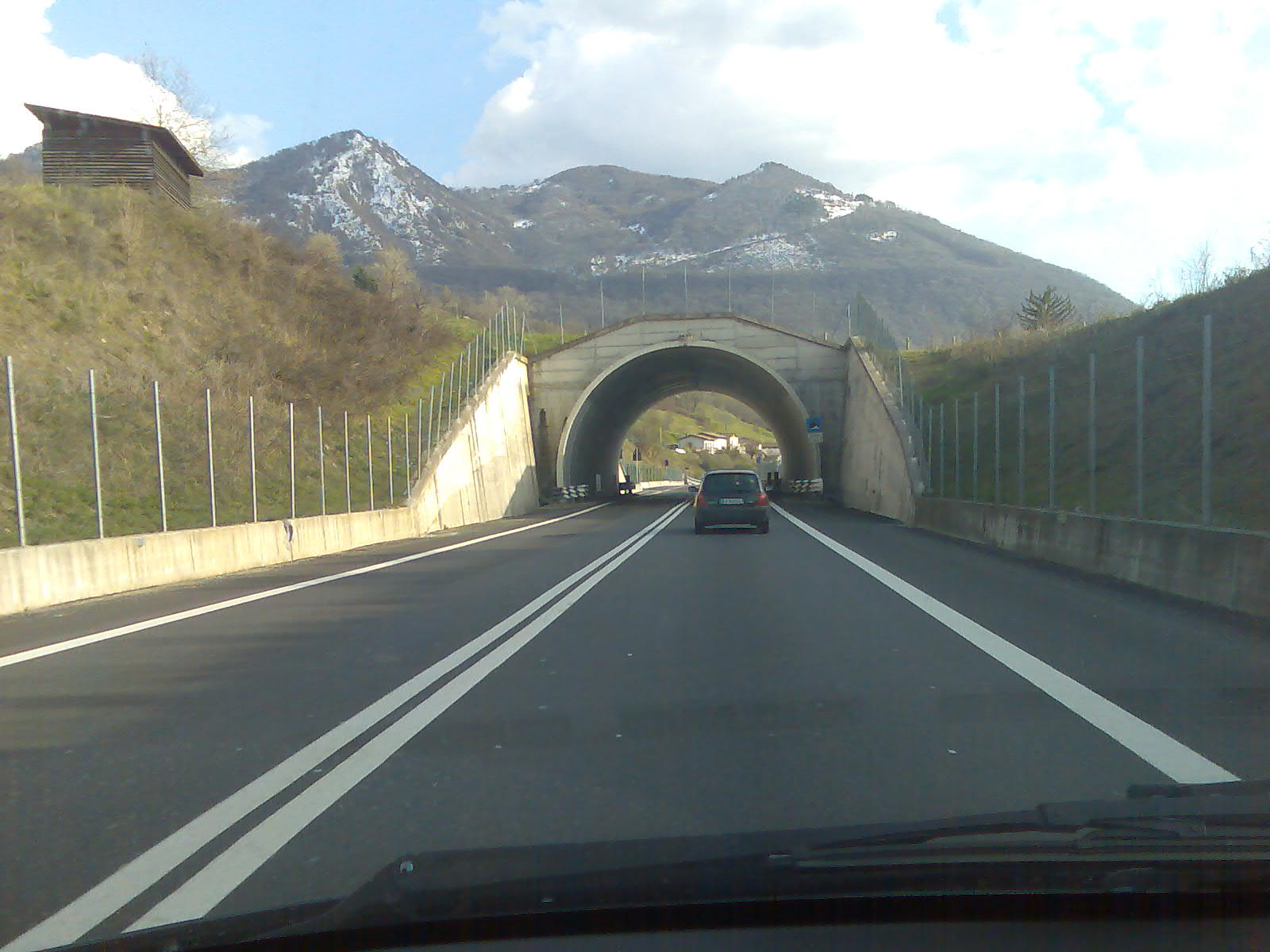
차선 유지 보조 시스템

차선 유지 보조 시스템은 자동차가 주행 중인 차로를 벗어났을 때 운전자에게 경고를 주는 HMI와 본래 주행 중이던 차로로 복귀하는 제어 장치이다. 초기의 차선 유지 보조 시스템은 차선 이탈 경고 장치 기능 위주였고 최근 차선 이탈 복귀 장치 기능으로 확대되었다.

## 종류
차선 유지 보조 시스템은 크게 3가지로 구성된다.
- 차선 이탈 경고 장치 (Lane Departure Warning, LDW)
- 차선 이탈 복귀 장치 (Lane Keeping System, LKS)
- 차선 유지 보조 장치 (Lane Keeping Assistance System, LKAS)

2010년에 유럽에서 개발한 초기 제품은 차선 이탈 경고 장치로 메르세데스 악트로스 상용 트럭에 적용되었다. 최근 유럽의 상용 트럭에 기본 적용되어 있다.

## 센서 종류
자동차 이탈 경고/복귀 시스템은 3가지 타입의 센서를 사용한다.
- 비디오 센서(카메라 센서)
- 레이저 센서
- 적외선 센서

## 같이 보기
- 자동차